# Ondřej Lingr
Ondřej Lingr (Havířov, 7 oktober 1998) is een Tsjechse voetballer die bij voorkeur als middenvelder speelt en uitkomt.

## Clubcarrière
Lingr maakte zijn debuut in het professionele voetbal bij Karviná op 12 mei 2017 tegen Sparta Praag.
Op 6 augustus 2020 werd bekend dat hij de overstap zou maken naar Slavia Praag voor ongeveer 450 duizend euro. Hij tekende een contract tot medio 2024.
Lingr werd op 24 augustus 2023 aangekondigd als nieuwe speler van Feyenoord. Hij werd gehuurd met een optie tot koop. Die optie werd automatisch geactiveerd. Echter kocht Slavia Praag hem op 3 september 2024 terug, waardoor het verblijf van Lingr in Rotterdam tot één seizoen beperkt bleef. Op 28 maart 2025 werd hij verkocht aan het Amerikaanse Houston Dynamo FC uitkomend in de Major League Soccer (MLS). Hij tekende een contract tot medio 2028 met een optie tot eind 2029 en leverde Slavia 2,6 miljoen dollar op.

## Interlandcarrière

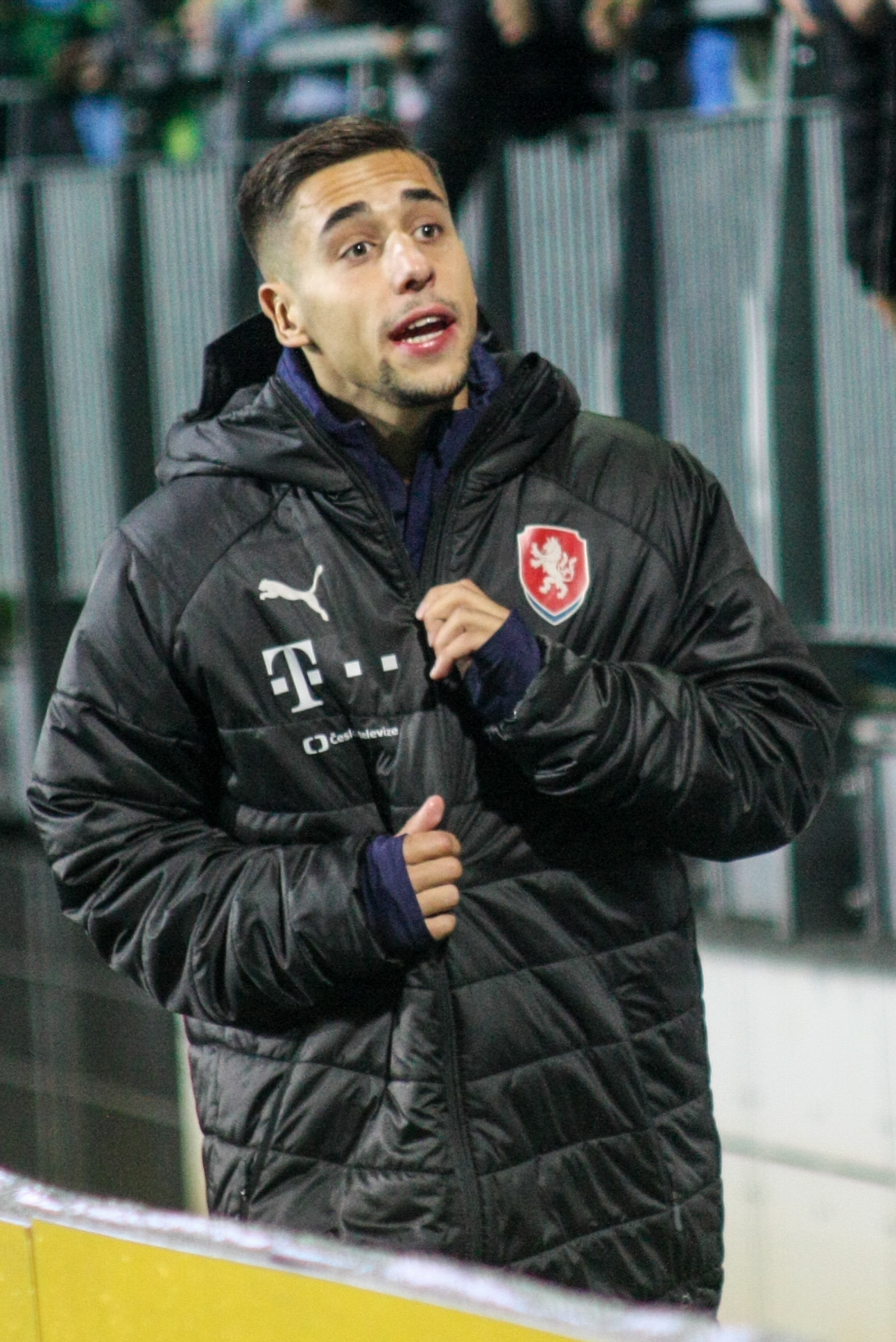
Lingr met Tsjechië O21 in 2019

Lingr speelde voor diverse nationale jeugd teams van Tsjechië tussen 2014 tot en met 2021. Op 24 maart 2022, debuteerde Lingr voor het Tsjechisch elftal tegen Zweden.

## Erelijst
| Competitie              |              |                  |              |              |
| Competitie              | Aantal       | Jaren            |              |              |
| Slavia Praag            | Slavia Praag | Slavia Praag     | Slavia Praag | Slavia Praag |
| ----------------------- | ------------ | ---------------- | ------------ | ------------ |
| 1. česká fotbalová liga | 1x           | 2021/22          |              |              |
| Tsjechische beker       | 2x           | 2020/22, 2022/23 |              |              |
| Feyenoord               |              |                  |              |              |
| KNVB Beker              | 1x           | 2023/24          |              |              |
| Johan Cruijff Schaal    | 1x           | 2024             |              |              |